# 쇠고기와 가축 백신 및 라벨의 감시 의무의 양도에 대한 법률
쇠고기와 가축 백신 및 라벨의 감시 의무의 양도에 대한 법률(Rindfleischetikettierungsüberwachungsaufgabenübertragungsgesetz)는 독일의 법이다. 독일어에서 긴 단어 중 하나로, 63자로 이루어져 있다. 독일어는 한자어와 같이 단어와 단어를 붙여 씀으로써 새로운 합성어를 만들 수 있기 때문에, 이러한 단어의 형성이 가능하다. 이 이름은 메클렌부르크포어포메른주에서 부르는 명칭으로, 정식 명칭은 Gesetz zur Übertragung der Aufgaben für die Überwachung der Rinderkennzeichnung und Rindfleischetikettierung이다.

## 같이 보기
- 도나우 증기선 전기 사업 주요 공장 공사 부문 하급 관리 조합 독일어에서 가장 긴 단어